# Klokočevac
Klokočevac är en ort i Kroatien.   Den ligger i länet Bjelovar-Bilogoras län, i den nordöstra delen av landet, 60 km öster om huvudstaden Zagreb. Klokočevac ligger 120 meter över havet och antalet invånare är 864.
Terrängen runt Klokočevac är platt. Runt Klokočevac är det glesbefolkat, med 20 invånare per kvadratkilometer. Närmaste större samhälle är Bjelovar, 5,4 km öster om Klokočevac. Trakten runt Klokočevac består till största delen av jordbruksmark.